# أبو العباس السفاح
أَمِيرُ المُؤمِنِين وخَليفةُ المُسْلِمين أبُو العَبَّاس عَبْدُ اللهِ السَّفَّاح بْنُ مُحَمَّدٍ بْنِ عَلِيٍّ بْنِ عَبْدِ اللهِ بنِ العَبَّاسِ بنِ عَبْدِ المُطَّلِبِ الهاشميِّ القرشيِّ (104 - 136 هـ / 721 - الثَّامِن من يُونيو 754 م)، المعرُوف اختصارًا باسم السَّفاح أو أبُو العبَّاس السَّفاح، هو أول خُلفاء بني العبَّاس، تولى حكم الدولة الإسلامية وهو في السادسة والعشرين من عمرِه، وهو الخليفة التاسع عشر من خلفاء المُسلمين، ويلتقي مع النبي محمد بن عبد الله في جده عبد المطلب، وأمه ريطة الحارثية، وكان مولده بالحميمة من أرض الشراة من البلقاء (في الأردن حالياً) في الشام في أيام حكم الأمويين عام 104 هـ الموافق 721، ونشأ بها حتى أخذ مروان بن محمد أخاه إبراهيم الإمام، فانتقلوا إلى الكوفة التي بويع له فيها بالخلافة بعد مقتل أخيه في حياة مَرَوانَ، وذلك في يوم الجمعة 12 ربيع الأول 132 هـ الموافق 25 يناير 750، وبذلك تحولت الدعوة العباسية على يديه إلى دولة. واجه محاولات عديدة للخروج عليه، لكنه استطاع أن يقضي عليها جميعها مستعيناً بأبي مُسلم الخُراساني وفئة من أهلِه وعشيرته، وكانوا كثرة، وكان شديد البطش والتنكيل بخصومه، وكان معظم ولاته من أعمامِه وبني أعمامِه. اتخذ من الكوفة عاصمة لدولته في بادئ الأمر ثم تحول عنها إلى الأنبار، ولكن خلافته لم تدم طويلا، حيث توفي بالجدري في الأنبار يوم الأحد الموافق الحادي عشر، وقيل: الثالث عشر من ذي الحجة عام 136 هـ الموافق 754 بعد أربعة أعوام من توليه الخلافة، وقد تزوج من أم سلمة بنت يعقوب المخزومية، وولدت له ابنه محمداً وابنته ريطة، وقد جعل أخاه أبا جعفر المنصور ولي عهده، فخلفه في حكم الدولة العباسية.

## نَسَبُه
- نسبه هو أبو العباس عبد الله السفاح بن محمد الإمام بن علي السجاد بن عبد الله الحبر بن العباس بن عبد المطلب بن هاشم بن عبد مناف بن قصي بن كلاب بن مرة بن كعب بن لؤي بن غالب بن فهر بن مالك بن النضر بن كنانة بن خزيمة بن مدركة بن إلياس بن مضر بن نزار بن معد بن عدنان.
- أبوه هو محمد بن علي السجاد بن عبد الله الحبر بن العباس بن عبد المطلب الهاشمي القرشي
- أمه هي ريطة بنت عبيد الله بن عبد الله بن عبد الدار الحارثي[4]
- أعمامه: كان له ستة أعمام، وهم عبد الله، وداود، وعيسى، وصالح، وإسماعيل، وعبد الصمد

## مَوْلِدُه ونَشْأَتُه حَتى تَوَلّيه الخِلافَةَ
ولد أبو العباس السفاح في الحميمة -قرية موجودة بالأردن حالياً- من أرض الشراة من البلقاء في الشام في أيام حكم الأمويين عام 104 هـ الموافق 721، وتربى ونشأ بها، حتى قَتَل الخليفة الأموي مروان أخاه إبراهيم الإمام عام 132 هـ، حيث سأل مروان عن إبراهيم فقيل له: هو بالبلقاء، فكتب إلى نائب دمشق أن يحضره، فبعث نائب دمشق بريداً، ومعه صفته ونعته، فذهب الرسول فوجد أخاه أبا العباس السفاح، فاعتقد أنه هو فأخذه، فقيل له: إنه ليس به، وإنما أخوه، فدُلَّ على إبراهيم، فأخذه وذهب معه بأم ولد كان يحبها، وأوصى إلى أهله أن يكون الخليفة من بعده أبو العباس السفاح، وأمرهم بالمسير إلى الكوفة، فارتحلوا من يومهم إليها، منهم أعمامه الستة.

### أَبو العَباس والدَعْوَة العَباسِيَة

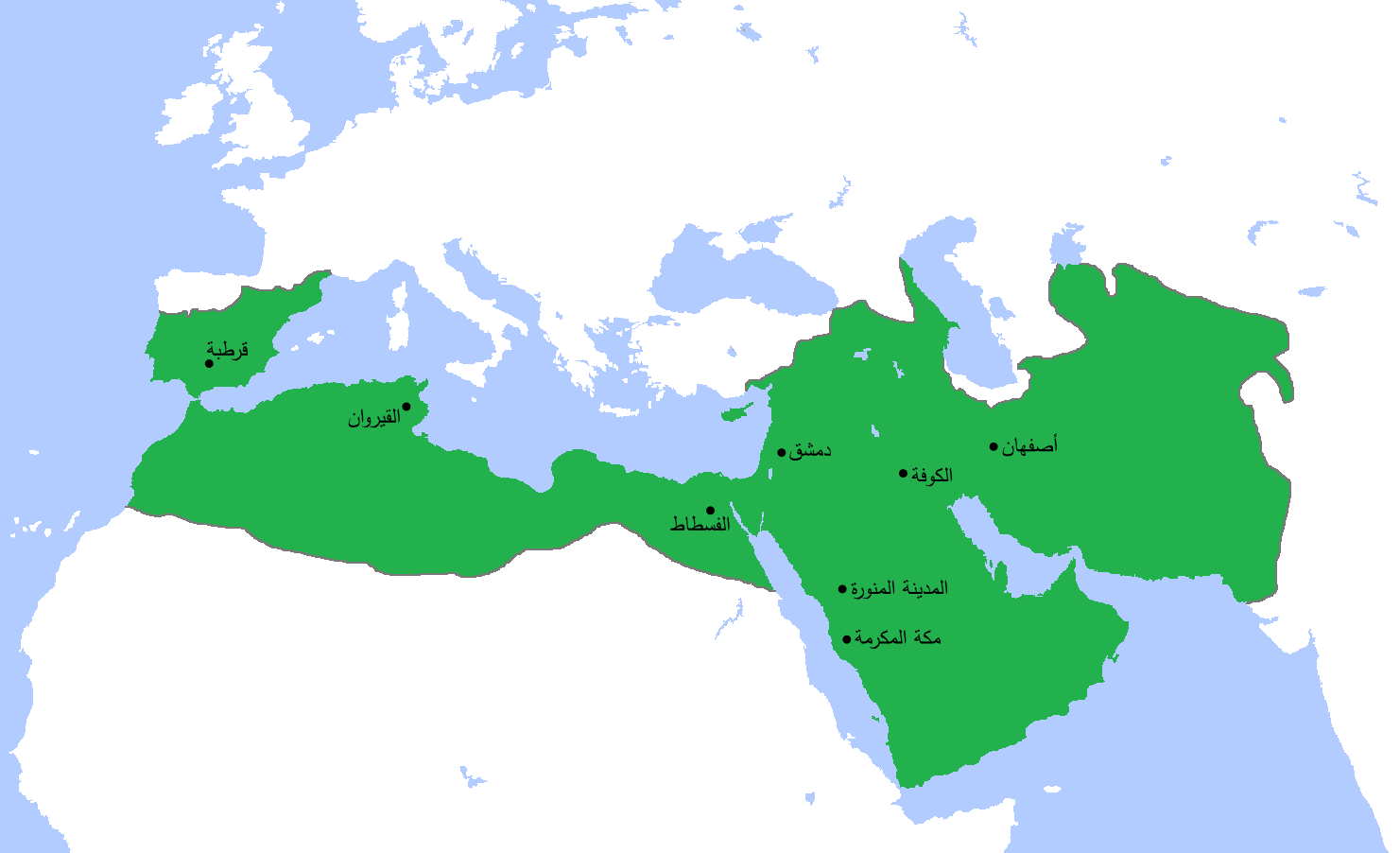
الدولة الأموية في أقصى اتساعها

بدأت الدعوة العباسية بعدما ذهب أبو هاشم عبد الله بن محمد إلى الخليفة الأموي سليمان بن عبد الملك؛ ليزوره، وقد رحب به سليمان وأكرمه. مرض أبو هاشم عبد الله بن محمد، وشعر بدنو أجله، وأُشيع أن سليمان قد سمَّه، فذهب أبو هاشم إلى الحميمة ونقل ذلك إلى ابن عمه محمد بن علي بن عبد الله بن العباس، وطلب منه أن يقتص من بني أمية، وذلك عام 99 هـ. وقد لقي كلام أبي هاشم لابن عمه محمد موقعًا من نفسه، وكان رجلًا طموحًا، وكان له أكثر من عشرين أخًا يدعمونه بالإضافة إلى أبنائه؛ فحمل محمد بن علي الفكرة، وهي إزالة ملك بني أمية، وبدأ يعمل على تنفيذها، وقد تم اختيار الكوفة وخراسان كنقطتي انطلاق للدعوة. كان اختياره دقيقًا وموفَّقًا لأسباب، منها: كثرة الساخطين على بني أمية من الكوفة، وأيضًا موقع خراسان في مشرق الدولة، حيث إذا انكشف أمره يمكنه الفرار إلى بلاد الترك المجاورة، وأيضًا وجود صراعات قبلية في خراسان بين العرب (القيسية واليمانية)، ويمكن استثمار هذا الصراع لصالح الدعوة العباسية وسهولة التأثير على أهل خراسان لحداثة عهدهم بالإسلام، فيسهل التأثير عليهم من منطلق العاطفة والحب لآل البيت.
وقد اختار محمد بن علي الكوفة مركزًا للدعوة العباسية، وسكن فيها ما يُسمى بـ (كبير الدعاة أو داعي الدعاة)، وأصبحت خراسان هي مجال انتشار الدعوة، وقد عمد محمد بن علي إلى السرية التامة وكان حريصًا على ذلك، فقد كانت المعلومات تمر عبر ثلاث محطات: من خراسان إلى الكوفة إلى الحميمة، وكان الدعاة يتنقلون على هيئة تجار أو حجاج، وكان أول من عُيّن كبيرًا للدعاة في خراسان هو أبو عكرمة السراج، وقد اختار اثني عشر نقيبًا كلهم من قبائل عربية، حيث كان كبير الدعاة يختار اثني عشر نقيبًا يأتمرون بأمره، وكانت شخصية الإمام غير معروفة لهم، وكان لكل نقيب منهم سبعون عاملًا، وقد أتت الدعوة العباسية ثمارها في خراسان، وبدأ رجالها يظهرون، مما دفع والي خراسان حينئذٍ أسد بن عبد الله القسري إلى القبض على أبي عكرمة السراج، وعدد من أصحابه، فقتلهم سنة 107 هـ. وحتى سنة 118 هـ تمكن أسد بن عبد الله بخبرته من كشف بعض قادة التنظيم العباسي، واشتد عليهم، فعمدت الدعوة العباسية إلى السرية التامة من جديد، وبعدما كُشِفَ رجال الدعوة في خراسان، اُختيرَ عمار بن يزيد داعياً جديداً في خُراسان، لكنه ارتد عن الإسلام بعدها وانكشف أمره، وقتَله أسد بن عبد الله القسري عام 118 هـ، وقد أدت أفعال عمار بن يزيد إلى تشويه صورة الدعوة العباسية في أذهان العامة، ولم يثقوا في الداعية الجديد، بجانب شدة أسد بن عبد الله عليهم.
حتى عام 122 هـ كانت الدعوة تنمو ببطء شديد، حيث أعاقها عائق جديد، وهي ثورة زيد بن علي بن زين العابدين بالكوفَة مما أدى إلى الهدوء في نشر الدعوة العباسية، وفي سنة 125 هـ مات محمد بن علي، وأوصى أن يكون إمام الدعوة من بعده هو ابنه إبراهيم ليقوم بمتابعة أمور الدعوة، وفي هذا العام أيضا مات هشام بن عبد الملك، وقد كان هذا فرجًا للعباسيين، حيث اشتعلت الصراعات الداخلية في الدولة الأموية، بالإضافة إلى اشتعال الصراع القبلي في خُراسان بتوجيه من إبراهيم الإمام، حيث استغل أن نصر بن سيار والي خراسان مضريٌ في حين أن أكثر العرب في خراسان يمانيون، فكرهوه فتوجهت الدعوة العباسية إلى اليمانيين، وقد أثر الصراع القبلي على أحوال الناس، ومصالحهم بكافة طوائفهم، وبسبب هذه الأحداث والأحوال عادت الدعوة العباسية للنشاط من جديد.
في عام 128 هـ ظهر شخص قوي، وهو أَبو مُسْلِمِ الخُراساني، حيث لمح فيه إبراهيم الإمام الكفاءة والذكاء والقوة، فقرر أن يرسله إلى خراسان، وفي عام 129 هـ أمر إبراهيم الإمام أبا مسلم الخُراساني بالجهر والظهور بالدعوة العباسية ففعل، وكان والي خُراسان حينئذٍ مشغول بصراعات الدولة الداخلية، وعندما جاء يوم عيد الفطر صلى أبو مُسلِم بالناسِ، وحينئذٍ وقع أول اشتباك بين الأمويين والعباسيين في خُراسان، وانتصر فيها أبو مسلم على قوات نَصْرِ بن سِيَارِ، وأصبح أتباع أبي مسلم كُثُر حيث احتال حيلاً في السيطرة على الأمر فكان يرسل إلى اليمانية يستميلهم، ويكتب إلى المضرية يستميلهم بقوله: «إِنَّ الِإمَامَ أَوْصاني بِكُم خَيْراً، وَلَسْتُ أّعْدو رَأْيَه فِيكُم»، وتوترت الأحداث، وبعث مروان بن محمد في طلب إبراهيم بن مُحمد الإِمام المُقيم بالحميمة، فقٌيّد وأُرسِل إلى الخليفة فسُجن، وفي عام 132 هـ انتصرت قوات أبي مُسلم على قوات الأمويين في العراق ثم توجه إلى الكوفة، وكان قد خرج بها محمد بن خالد بن عبد الله القسري داعياً لبني العباس، وفي عام 132 هـ مات إبراهيم بن محمد في سجن مروان بن محمد، وقد أوصى بالخلافة بعده لأخيه أبي العباس عبد الله السفاح، فقام السفاح بتحويل الدعوة إلى دولة، وفي 11 جمادى الآخرة أرسل السفاح الجيوش؛ لمنازلة الأمويين فسحقهم، واستقرت الأمور لبني العباس في جميع البلدان باستثناء الأندلس التي فقدها العباسيون لصالح الأمويين.

## تَوَلَيه الخِلافَةِ
لما علم أهل الكوفة أن إبراهيم بن محمد قد قُتِل أراد أبو سلمة الخلال أن يجعل الخلافة في آل علي بن أبي طالب، فتواصل مع جعفر الصادق، وعبد الله بن الحسن المثنى، وعمر الأشرف بن علي زين العابدين، فلم يستجيبوا ويستمعوا له، وغلبه النقباء والأمراء أيضًا، وبعدما غلب الأمراء أبو سلمة الخلال أتوا بأبي العباس السفاح، وسلموا عليه بالخلافة، وكان عمره حينئذٍ ستة وعشرون عاماً، وكان أبو سلمة الخلال أول من سلم عليه بالخلافة، وذلك ليلة الجمعة لثلاث وعشرين ليلة خلت من ربيع الآخر عام 132 هـ، فلما جاء وقت صلاة الجمعة، خرج السفاح على الناس على برذون أبلق،(1) والجنود ملبسة معه إلى أن دخل دار الإمارة، ثم دخل إلى المسجد الجامع وصلى بالناس، ثم وقف على المِنْبَر وبايعه الناس خليفةً وهو على المنبر في أعلاه، وعمه داود بن علي واقف تحته بثلاث درج، وتكلم السفاح، وكان أول ما تكلم به بعد مُبايعته هو:
الحمد لله الذي جعل الإسلام لنفسه ديناً، وكرمه وشرفه وعظمه، واختاره لنا، وأيده بنا، وجعلنا أهله وكهفه، والقوام به، والذابين عنه، والناصرين له، وألزمنا كلمة التقوى، وجعلنا أحق بها وأهلها، خصنا برحم رسول الله ﷺ وقرابته، ووضعنا بالإسلام وأهله في الموضع الرفيع، وأنزل بذلك على أهل الإسلام كتاباً يتلى، قال تعالى: ﴿إِنَّمَا يُرِيدُ اللَّهُ لِيُذْهِبَ عَنكُمُ الرِّجْسَ أَهْلَ الْبَيْتِ وَيُطَهِّرَكُمْ تَطْهِيرًا﴾، وقال: ﴿قُل لَّا أَسْأَلُكُمْ عَلَيْهِ أَجْراً إِلَّا الْمَوَدَّةَ فِي الْقُرْبَى﴾، وقال: ﴿وَأَنذِرْ عَشِيرَتَكَ الْأَقْرَبِينَ﴾، وقال: ﴿مَّا أَفَاءَ اللَّهُ عَلَىٰ رَسُولِهِ مِنْ أَهْلِ الْقُرَىٰ فَلِلَّهِ وَلِلرَّسُولِ وَلِذِي الْقُرْبَىٰ وَالْيَتَامَىٰ وَالْمَسَاكِينِ﴾، فأعلمهم  فضلنا، وأوجب عليهم حقنا ومودتنا، وأجزل من الفيء والغنيمة نصيبنا تكرمة لنا وتفضلة علينا، والله ذو الفضل العظيم، وزعمت السبابية الضلال أن غيرنا أحق بالرياسة والسياسة والخلافة منا، فشاهت وجوههم، أيها الناس بنا هدى الله بعد ضلالتهم، ونصرهم بعد جهالتهم، وأنقذهم بعد هلكتهم، وأظهر بنا الحق، وأدحض بنا الباطل، وأصلح بنا منهم ما كان فاسداً، ورفع بنا الخسيسة، وأتم النقيصة، وجمع الفرقة حتى عاد الناس بعد العداوة أهل تعاطف وبر ومواساة في دنياهم وإخوانا على سرر متقابلين في أخراهم، فتح الله علينا ذلك منة ومنحة بمحمد ﷺ، فلما قبضه إليه، قام بذلك الأمر بعده أصحابه، وأمرهم شورى بينهم، فحووا مواريث الأمم فعدلوا فيها، ووضعوها مواضعها، وأعطوها أهلها، وخرجوا خماصاً منها، ثم وثب بنو حرب ومروان، فابتزوها لأنفسهم وتداولوها، فجاروا فيها، واستأثروا بها، وظلموا أهلها، فأملى الله لهم حيناً، ﴿فَلَمَّا آسَفُونَا انتَقَمْنَا مِنْهُمْ﴾، فانتزع منهم ما بأيديهم بأيدينا، ورد الله علينا حقنا، وتدارك بنا أمتنا، وتولى أمرنا والقيام بنصرنا، ليمن بنا على الذين استضعفوا في الأرض، وختم بنا كما افتتح بنا، وإني لأرجو أن لا يأتيكم الجور من حيث جاءكم الخير، ولا الفساد من حيث جاءكم الصلاح، وما توفيقنا أهل البيت إلا بالله، يا أهل الكوفة أنتم محل محبتنا، ومنزل مودتنا، وأنتم أسعد الناس بنا وأكرمهم علينا، وقد زدتكم في أعطياتكم مائة درهم، فاستعدوا فأنا السفاح الهائج، والثائر المبير.
وكان السفاح مريضًا، فاشتد عليه مرضه حتى جلس على المنبر، وقام عمه داود، فقال:
الحمد لله شكراً، الذي أهلك عدونا، وأصار إلينا ميراثنا من بيتنا، أيها الناس، الآن انقشعت حنادس الظلمات، وانكشف غطاؤها، وأشرقت أرضها وسماؤها، فطلعت شمس الخلافة من مطلعها، ورجع الحق إلى نصابه، إلى أهل نبيكم، أهل الرأفة والرحمة والعطف عليكم، أيها الناس، إنا والله ما خرجنا لهذا الأمر لنكنز لجيناً ولا عقياناً، ولا لنحفر نهراً، ولا لنبني قصراً، ولا لنجمع ذهباً ولا فضة، وإنما أخرجتنا الأنفة من انتزاع حقنا، والغضب لبني عمنا، ولسوء سيرة بني أمية فيكم، واستذلالهم لكم، واستئثارهم بفيئكم وصدقاتكم، فلكم علينا ذمة الله وذمة رسوله وذمة العباس، أن نحكم فيكم بما أنزل الله، ونعمل بكتاب الله، ونسير في العامة والخاصة بسيرة رسول الله، تباً تباً لبني أمية وبني مروان، آثروا العاجلة على الآجلة، والدار الفانية على الدار الباقية، فركبوا الآثام، وظلموا الأنام، وارتكبوا المحارم، وغشوا الجرائم، وجاروا في سيرتهم في العباد، وسنتهم في البلاد التي بها استلذوا تسربل الأوزار، وتجلبب الآصار، ومرحوا في أعنة المعاصي، وركضوا في ميادين الغي جهلاً منهم باستدراج الله، وعميًا عن أخذ الله، وأمنًا لمكر الله، فأتاهم بأس الله بياتاً وهم نائمون، فأصبحوا أحاديث، ومزقوا كل ممزق، فبعداً للقوم الظالمين، وأدان الله من مروان، وقد غره بالله الغرور، أرسل عدو الله في عنانه حتى عثر جواده في فضل خطامه، أظن عدو الله أن لن يقدر عليه أحد؟ فنادى حزبه، وجمع جنده ورمى بكتائبه، فوجد أمامه ووراءه، وعن يمينه وعن شماله، ومن فوقه ومن تحته، من مكر الله وبأسه ونقمته، ما أمات باطله، ومحق ضلاله، وأحل دائرة السوء به، وأحاط به خطيئته، ورد إلينا حقنا وآوانا. أيها الناس، إن أمير المؤمنين نصره الله نصراً عزيزاً، إنما عاد إلى المنبر بعد صلاة الجمعة؛ لأنه كره أن يخلط كلام الجمعة غيره، وإنما قطعه عن استتمام الكلام شدة الوعك، فادعوا الله لأمير المؤمنين بالعافية، فقد أبدلكم الله بمروان عدو الرحمن وخليفة الشيطان المتبع للسفلة الذين يفسدون في الأرض ولا يصلحون، المتوكل على الله المقتدي بالأبرار الأخيار، الذين أصلحوا الأرض بعد فسادها بمعالم الهدى، ومناهج التقى -ثم عج الناس للسفاح بالدعاء، عند هذه الكلمة-، واعلموا يا أهل الكوفة أنه لم يصعد منبركم هذا خليفة بعد رسول الله ﷺ إلا أمير المؤمنين علي بن أبي طالب، وأمير المؤمنين هذا، وأشار بيده إلى السفاح، واعلموا أن هذا الأمر فينا ليس بخارج عنا حتى نسلمه إلى عيسى بن مريم ، والحمد لله رب العالمين على ما أبلانا وأولانا.

ثم نزل أبو العباس وداود، ودخلا القصر، ثم دخل الناس يبايعون إلى العصر ثم من بعد العصر إلى الليل.
ثم خرج أبو العباس بعد ذلك، فعسكر بظاهر الكوفة وجعل عليها عمه داود، وأرسل عمه عبد الله إلى ابن عون بن أبي يزيد، وأرسل ابن أخيه عيسى بن موسى إلى الحسن بن قحطبة، وهو يومئذ بواسط يحاصر ابن هبيرة، وبعث يحيى بن جعفر بن تمام بن العباس إلى حميد بن قحطبة بالمدائن، وأرسل أبا اليقظان عثمان بن عروة بن محمد بن عمار بن ياسر إلى بسام بن إبراهيم بن بسم بالأهواز، وأرسل سلمة بن عمرو بن عثمان إلى مالك بن الطواف، ومكث هو بالعسكر لمدة شهرٍ، ثم ارتحل فنزل بمدينة الهاشمية في قصر الإمارة، وهُناك تنكر لأبي سلمة الخلال، وذلك لما كان بلغه عنه من رغبته في تحويل الخلافة من آل العباس إلى آل علي بن أبي طالب، حيث أمر أبا مسلم الخراساني أن يقتله بالرغم من أنه كان يستأنس به ويحب أن يسامره لحسن محاضرته، ولكنه تشكّك في انحيازه وميله لآل علي بن أبي طالب، فأرسل له أبو مسلم من قتله غيلة.

## أَعْمالُه
تكمُن أهمية أبي العباس السفاح في أنه استطاع إنهاء الدولة الأموية، وإعلان قيام الدولة العباسية، وقد عمل السفاح على إنهاء وجود بني أمية بعد أن بايعه الجميع في الكوفة، فكانت أولى اتجاهاته هي القضاء على الخليفة الأموي الأخير مروان بن محمد، وقد استغرق حوالي ثمانية شهور حتى استطاع القضاء على مروان بن مُحمد نهائيًا، وقتله في مِصر، وبعد أن بُويِعَ السفاح أخذ يضع الولاة الجدد على البلدان، وكان معظمهم من أقاربه.

### مَقْتَل مَرَوانِ بن مُحَمَّد

تخطيط لاسم مروان بن مُحمد آخر خلفاء بني أمية

لما علم مروان بن محمد أن أبا العباس قد بويع له بالكوفة أميرًا للمؤمنين، وأن الجنود التفوا عليه، شق ذلك على نفسه جداً، فجمع جنوده لمحاربته، فتقدم لهم من قبل السفاح أبو عون بن يزيد في جيش كثيف، فتقابلوا بالزاب -وهو نهر قريب من الموصل-، وجاءت المساعدات لأبي عون من جهة السفاح، ثم حث السفاح أهله على من يلي القتال من أهل بيْتِه، فانتدب له عبد الله بن علي، فقال له «سر على بركة الله»، فسار في جنود كثيرة، فقدم على أبي عون، فتحول له أبو عون عن سرادقه وأخلاه له، وجعل عبد الله بن علي على شرطته حياش بن حبيب الطائي ونصير بن المحتفز، ووجه أبو العباس موسى بن كعب في ثلاثين رجلاً على البريد إلى عبد الله بن علي، يشجعه على محاربة مروان، والمبادرة إلى قتاله ونزاله، قبل أن تحدث أمور أخرى غير متوقعة، وتبرد نيران الحرب، فتقدم عبد الله بن علي بجنوده، حتى واجه جيش مروان، ونهض مروان في جنوده، وتصاف الفريقان في أول النهار، ويقال إن تعداد جيش مروان كان مائة وخمسين ألفاً، ويقال مائة وعشرين ألفاً، وكان تعداد جيش عبد الله بن علي عشرين ألفاً، فقال مروان لعبد العزيز بن عمر بن عبد العزيز: «إن زالت الشمس يومئذ ولم يقاتلونا، كنا نحن الذين ندفعها إلى عيسى بن مريم، وإن قاتلونا قبل الزوال، فإنا لله وإنا إليه راجعون»، ثم أرسل مروان إلى عبد الله بن علي يسأله المصالحة، فقال عبد الله: «كذب ابن زريق، لا تزول الشمس حتى أوطئه الخيل إن شاء الله»، وكان هذا يوم السبت لإحدى عشر ليلة خلت من جمادى الآخرة من عام 132 هـ، فقال مروان: «قفوا لا تبتدئون بقتال»، وجعل ينظر إلى الشمس، فخالفه الوليد بن مُعاوِيَة بن مروان -وهو ختن مروان على ابنته-، فهاجم فشتمه مروان، فقاتل أهل الميمنة، فانحاز أبو عون إلى عبد الله بن علي، فقاتل موسى بن كعب لعبد الله بن علي، فنزلوا، وقد نودي: «الأرض الأرض»، فنزلوا وأشرعوا الرماح، وجثوا على الركب وقاتلوهم، وجعل أهل الشام يتأخرون، كأنما يدفعون، وجعل عبد الله يمشي على رجليه، وجعل يقول: «يا رب، حتى متى نُقْتَل فيك»، ونادى قائلاً: «يا أهل خراسان، يا شارات إبراهيم الإمام، يا مُحمد، يا منصور»، واشتد القتال بين الناس، فأرسل مروان إلى قضاعة يأمرهم بالنزول، فقالوا: «قل لبني سليم فلينزلوا»، وأرسل إلى السكاسك: «أن احملوا»، قالوا: «قل لبني عامر أن يحملوا»، فأرسل إلى السكون: «أن احملوا»، فقالوا: «قل  لغطفان فليحملوا»، فقال لصاحب شرطته: «انزل»، فقال: «لا والله، لا أجعل نفسي غرضًا»، فرد عليه: «أما والله لأسوءنك»، فقال صاحب الشرطة: «وددت لو قدرت على ذلك»، ويُقال أنه قال ذلك لابن هبيرة، ثم انهزم أهل الشام، وتعقبهم أهل خراسان يقتلون ويأسرون من أهل الشام، وكان مَن غرق مِن أهل الشام أكثر ممن قُتِل، وقد أمر عبد الله بن علي بعقد الجسر، واستخرج من غرق في الماء، وجعل يتلو: ﴿وَإِذْ فَرَقْنَا بِكُمُ الْبَحْرَ فَأَنْجَيْنَاكُمْ وَأَغْرَقْنَا آلَ فِرْعَوْنَ وَأَنْتُمْ تَنْظُرُونَ ۝٥٠﴾ [البقرة:50]، ومكث عبد الله بن علي في موضع المعركة سبعة أيام، وقد قال رجل من ولد سعيد بن العاص في مروان، وقيامِه بالفِرار:
وحصل عبد الله على ما في معسكر مروان من الأموال والأمتعة والحواصل، ولم يجد فيه امرأة سوى جارية كانت لعبد الله بن مروان، وكتب إلى السفاح يبشره بما فتح الله عليهم من النصر، وما حصل له من الأموال، فصلى السفاح ركعتين شكرًا لله ، وأطلق لكل من حضر الواقعة خمسمائة، ورفع في أرزاقهم إلى ثمانين، وأما مروان فإنه انهزم وسار لا يعطف على أحد، فمكث عبد الله بن علي في مقام المعركة سبعة أيام، ثم سار خلفه بجنوده الذين معه، وذلك بعد أن أمره السفاح بهذا، فلما اجتاز مروان بن محمد حران أخرج أبا محمد السفياني من حبسِه، وجعل عليها ابن أخته وزوج ابنته أبان بن يزيد، فلما قدم عبد الله على حران، وخرج إليه أبان، وقد لبس السواد -شعار بني العباس-، فأمنه عبد الله، وأبقاه على ولاية المدينة، وهُدِمَت الدار التي سُجن فيها إبراهيم الإمام، وقد مَرَّ مروان بقنسرين؛ لكي يذهب إلى حمص، فلما وصلها خرج إليه أهل حمص بالأسواق والمعايش، فمكث بها يومين أو ثلاثة، ثم شخص منها، فلما شاهد أهل حمص قلة من معه، طاردوه؛ ليقتلوه، وقاموا بنهب ما معه، وقالوا: «مرعوب مهزوم»، فلحقوه بوادٍ عند حمص، فأكمن له أميران، فلما تلاحقوا بمروان، عطف عليهم، وطلب منهم أن يعودوا فأبوا إلا مقاتلته، فنشب القتال بينهم، فانهزم أهل حمص، فذهب مروان إلى دمشق ومنها إلى مِصْر، فأمر السفاح أن يُرسل صالح بن علي العباسي إلى مصر في طلب مروان بن محمد، فذهب صالح بن عليّ يطلبه، فأخذ يُطارده في مصر؛ حتى علم أن مروان في كنيسة في الفيوم، فقُتِلَ مروان، واحتُزَّ رأسه، فأرسلها صالح بن عليّ إلى السفاح مع رجل يُسمى خزيمة بن يزيد بن هانئ.

### أعماله في المجال الإداري والسياسي

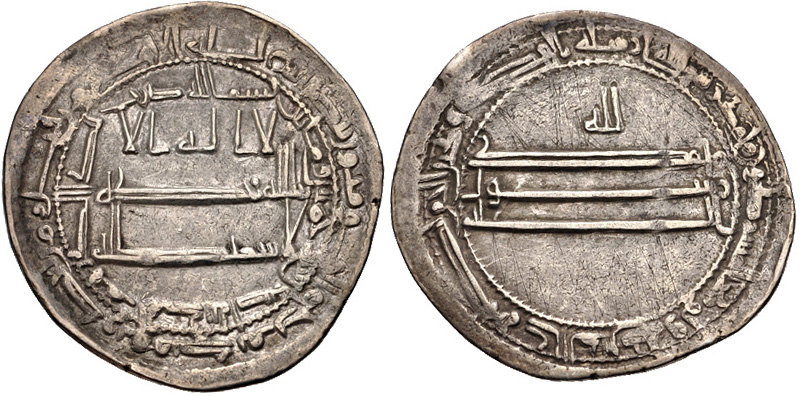
درهم يحمل اسم الخليفة ابو العباس السفّاح

بعدما استقر الأمر لأبي العباس أخذ يولي الولاة، ويعزل القدامى، وكان مُعظم من وَلَّاهم من أقاربه، فجعل على الموصل أخاه يحيى، وولى عمه داود مكة والمدينة واليمن واليمامة بعد أن عزله عن الكوفة، وجعل على الكوفة عيسى بن موسى، وجعل على أرمينية وأذربيجان والجزيرة أخاه أبا جعفر المنصور، وجعل على الشام عمه عبد الله بن علي، وبعد ذلك بدأ السفاح في التخلص ممن قد يشكلون تهديدًا على وجود الدولة فبدأ بأبي سلمة الخلال الذي حاول جعل الخلافة في آل علي بن أبي طالب، وليس في بني العباس، فبعث السفاح أخاه المنصور رسولًا إلى أبي مسلم الخراساني؛ لكي يعرف رأيه في قتل الخلال، وليسأل أبا مسلم الخراساني أكان يساعد الخلال في هذا أم لا؟ فلما عرف أبو مسلم بهذا الأمر، قال للمنصور: «أفعلها أبو سلمة؟ أنا أكفيكموه»، فبعث له شخص يُدعى مرَّار بن أنس الضبي لكي يقتله، فلما وصل مرار إلى الكوفة وجد أبو سلمة الخلال جالسًا مع السفاح، فلما خرج من عنده قَتَلَه مرار، وقيل إن المنصور قد ذهب إلى أبي مُسلم الخراساني بعد مقتل الخلال وليس قبله، وبعد مقتل الخلال بعث السفاح أخاه المنصور إلى قتال ابن هبيرة بواسط، وبعد فترة عرض ابن هبيرة على المنصور الصلح، فأخبر السفاح بهذا يستأذنه، فأذن له، وفي ذلك الوقت كتب السفاح إلى أبي مسلم الخراساني يخبره بما حدث مع ابن هبيرة، فنهاه أبو مسلم عن الصلح، وكان قد وُقّعَ الصُلح، فكره السفاح ذلك، ولكن راسل أخاه المنصور يأمره بقتل ابن هبيرة، فأخذ يراجع السفاح في ذلك مِرارًا إلى أن قال له السفاح: «اقتله لا مَحالة»، فقتله المنصور، وانقضى أمر ابن هبيرة. وكان المنصور يكره أبا مسلم الخُراساني لما هو فيه من الحرمة حينما قدم عليه؛ ليأخذ البيعة للسفاح وله من بعده، وقد أشار على السفاح بقتله فأمره السفاح أن يكتم ذلك الكلام، وقد حرضه مرة أخرى على قتل الخُراساني، فقال السفاح له: «قد علمت باءه معنا وخدمته لنا»، فقال المنصور: «إنما ذلك بدولتنا، والله لو أرسلت سنورًا لسمعوا لها وأطاعوا، وإنك إن لم تتعش به تغذى بك»، فقال له السفاح: «كيف السبيل إلى ذلك؟»، فقال المنصور: «إذا دخل عليك فحادثه ثم أجئ أنا من ورائه فأضربه بالسيف» قال: «كيف بمن معه؟» قال:«هم أذل وأقل»، فأذن السفاح للمنصور بقتل الخراساني، ولكن ندم بعدها على ذلك فأرسل غُلامًا لأخيه لكي يقول له: «إن ذاك الذي بينك وبينه ندمَ عليه، فلا تفعله»، فلما علم المنصور بذلك غَضبَ، ولكن المنصور قتل أبو مسلم عندما تولى الخلافة.، وبالنسبة لعاصمة دولته فقد اتخذ من الكوفة عاصمةً له في بادئ الأمر، وتحول عنها إلى الأنبار، والتي دُفن بها.

## ثَوَرات قَامَتْ عَلَيْه
اتّسم عهدُ السفاحِ بكثرة الثوْرات التي قامتْ عليْه، فخرج الكثير من الطوائف والأهالي عليه، واجتمعت كل فئة من الثائرين على السفاح حول شخصٍ ما، فكان ما حدث في عام 132 هـ أن أَهْلِ قِنّسْرينِ ثاروا على الّسفاح -الذي كان حينئذ بالحيرة- واجتمعوا على أمير قنسرين مجزأة بن الكوثر، ولبسوا البياض، فذهب عبد الله بن علي إليهم، ولكن في نفس الوقت ثار أهل دمشق على السفاح بقيادة رجل يُسمى عثمان بن عبد الأعلى بن سُراقة، وقتلوا أمير دمشق، ولكن عبد الله بن علي استطاع القضاء على ثورتهم بعد حين، وفي نفس وقت ثورة أهل قنسرين تراسل أهل حِمص معهم، واجتمعوا على أبي محمد السفياني، وبايعوه بالخلافة، وقام معه ما يقارب من أربعين ألفًا، فالتقى عبد الله بن علي معه بمكان يُسمى مرج الأخرم، فقُتِلَ ألوف حتى هرب أبو مُحمد السفياني -وقد قُتِلَ في عهد أبي جعفر المنصور-، وبعد أن استقر الأمر للسفاح أُمّنَ أهلُ قنسرين، ولبسوا السواد مرة أُخرى.
وأيضًا في نفس العام خلع أهل الجزيرة السفاح بعد أن علموا بما فَعلَ أهلُ قنسرين، فأرسل إليهم أبا جعفر المنصور، فحاصرهم وقاتلهم حتى عدلوا عن رأيِهم، فولى السفاح أخاه المنصور على الجزيرة وأذربيجان وأرمينية، وفي عام 133 هـ خرج رجلٌ في بخارى يُدعى شريك بن شيخ المهري، وقال: «ما على هذا بايعنا آل مُحمد على سفْكِ الّدِماء، وقتلِ الأنفُسِ»، فأرسل إليه أبو مسلم الخراساني بقيادة زياد بن صالح الخزاعي فقتلَهُ.
وفي عام 134 هـ خرج على الّسفاح رجل يُدعى بسام بن إبراهيم، ولكن الّسفاح أرسل إليه شخصًا يُدعى خازم بن خزيمة فقتله. وفي عام 135 هـ خرج رجلٌ يُسمى زياد بن صالح، استطاع أبو مُسلم الخُراساني القضاء عليه. وأيضًا فقد ثار الخوارج على السفاح مرة واحدة في عهدِه، فقد خرج خوارج عُمان الإباضيين بزعامة شخص يدعى الجُلُنْدي، فأرسل له السفاح جيشًا كبيرًا بقيادة خازم بن خزيمة، وقد تمكن من القضاء عليهم.

## صِفاتُه

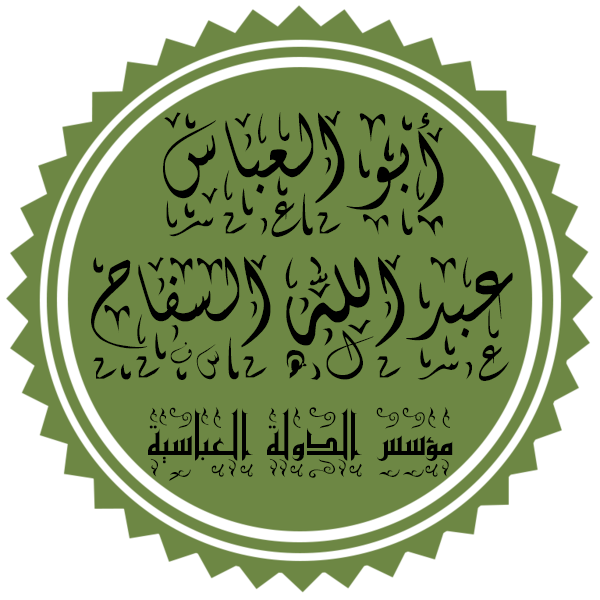
تخطيط اسم أبي العباس السفاح متبوعًا بلقب (مؤسس الدولة العباسية)

كان السفاح أبيضا جميلاً طويلاً، أقنى الأنف، جعد الشعر، حسن اللحية، حسن الوجه، وفصيح الكلام، حسن الرأي، جيد البديهة، حيث دخل عليه في أول ولايته عبد الله بن حسن بن حسن بن علي بن أبي طالب، فقال له: «يا أمير المؤمنين، أعطنا حقنا الذي جعله الله لنا في هذا المصحف»، فأشفق عليه الحاضرون أن يعجل السفاح عليه بشيء أو يترك جوابه، فيبقى ذلك مسبة عليه وعليهم، فأقبل السفاح عليه غير مغضب ولا منزعج، فقال: «إن جدك علياً كان خير مني وأعدل، وقد ولي هذا الأمر، فأعطى جديك الحسن والحسين، وكانا خيراً منك، شيئاً قد أعطيتكه وزدتك عليه، فما كان هذا جزائي منك»، فما رد عليه عبد الله بن حسن جوابا، وتعجب الناس من سرعة جوابه وجدته وجودته على البديهة، وقد لُقّبَ أبو العباس بالسفاح، وذلك لأنه في آخر خطبته في الكوفة قال: «أنا السفاح المبيح، والثائر المنيح»، وقيل لكثرة ما أراقه من دم الأمويين، وقيل أنه لُقب بهذا بسبب كرمه وإغداقه في العطاء؛ لأن السفاح تعني المعطاء.

## نَبوءات بظهور السَّفاح
يعتقد البعض بأن بعض الأحداث والمواقف تنبأت بظهور السفاح، ويذكرون أن بعض الأحاديث المروية عن النبي محمد بن عبد الله تحدثت عن ظهوره وعن بعض صفاته، فيروون عن النبي: «يخرج عند انقطاع من الزمان وظهور من الفتن رجل يُقال له: السفاح، يكون إعطاؤه المال حثيًا»، وقد روي البيهقي حديثًا بنفس المعنى حيث قال النبي: «يخرج رجل من أهل بيتي عند انقطاع من الزمان وظهور من الفتن يُقال له: السفاح، يكون إعطاؤه للمال حثيًا». وقد عقب أغلب المُحدِّثين على هذه الرواية بالتضعيف، قال نور الدين الهيثمي: «فيه عطية العوفي، وهو ضعيف، ووثقه ابن معين، وبقية رجاله ثقات»، وقال ابن كثير: «وقد تكون صفة للمهدي الذي يظهر في آخر الزمان لكثرة ما يسفك من الدماء لإقامة العدل ونشر القسط، ولكن الحديث ضعيف فلا حاجة لكل هذه التأويلات».
وقد قال سَعيدٌ بن جُبير أنه سمع عبد الله بن عباس يقول: «يكون منا ثلاثة أهل البيت: السفاح، والمنصور، والمهدي».

## وَفَاتُه
قيل إن السفاح نَظَر يومًا في المرآة، وكان السفاح جميل الوجه، فقال: «اللهم لا أقول كما قال سليمان بن عبد الملك: أنا الخليفة الشاب، ولكن أقول: اللهم عمرني طويلًا في طاعتك، ممتعًا بالعافية»، فعندما أنهى كلامه سمع غلامين يتحادثان، فقال غلام لآخر: «الأجل بيني وبينك شهران وخمسة أيام»، فتشاءم السفاح من كلامه، وقال: «حسبي الله، لا قوة إلا بالله، عليه توكلت وبه أستعين»، فمات بعد شهرين وخمسة أيام، وقد رُوي عن عم السفاح عيسى بن علي أنه وجد في وجهه يوم عيد الأضحى في آخر النهار حبتان صغيرتان ثم كبرتا حتى امتلأ وجهه بالحبوب البيضاء الصغيرة، فعرفوا أنه جدري، وفي اليوم الثاني اشتد المرض به حتى أصبح لا يعرف أي أحد، وفي مساء هذا اليوم انتفخ وجهه، وتوفي في اليوم الثالث، وقد كانت وفاته في يوم 11 ذو الحجة وقيل 13 ذو الحجة من العام 136 هـ عن عمر ناهز الثلاثة والثلاثين، وقيل اثنان وثلاثون، وقيل ثمانٍ وعشرون عامًا، وصلى عليه عمه عيسى بن علي، ودفنه في الأنبار.
وذُكِرَ أنه عندما دخل الطبيب عليه عندما كان في مرض موته أخذ يقول:
فقال له الطبيب: «أنت صالح»، فطفق السفاح يقول:
وقيل إن آخر ما تكلم به هو: «الملك لله الحي القيوم، ملك الملوك، وجبار الجبابرة»، وكان منقوش على خاتمه (الله ثقة عبد الله)، وقد ترك تسع جبات وأربعة أقمصة وخمس سراويل وأربعة طيالسة وثلاث مطارف خز، وقد كان السفاح مُحبًا للأدب والشعر.

## انْظُر أَيْضاً
- الدولة العباسية
- أبو مسلم الخراساني
- أبو جعفر المنصور
- مروان بن محمد
- الدولة الأموية

## هوامش
1 البِرْذَوْن: الدابّة، والأبلق: الذَّكَر.

## مَراجِع
1. 1 2  "قصة الخليفة العباسي الأول أبي العباس السفاح". موقع قصص.كوم. مؤرشف من الأصل في 17 ديسمبر 2019. اطلع عليه بتاريخ 14 يوليو 2018. {{استشهاد ويب}}: تحقق من التاريخ في: |تاريخ الوصول= (مساعدة)
2. ↑  "في مثل هذا اليوم. وفاة أول خلفاء بني العباس أبو العباس السفاح". موقع زي النهاردة. مؤرشف من الأصل في 15 يوليو 2018. اطلع عليه بتاريخ 14 يوليو 2018. {{استشهاد ويب}}: تحقق من التاريخ في: |تاريخ الوصول= (مساعدة)
3. ↑  الخطيب البغدادي. تاريخ بغداد. دار الكتب العلمية. ج. العاشر. ص. 47.
4. 1 2 3 4  الحافظ أبو الفداء إسماعيل بن كثير. البداية والنهاية. ص. 68. الجزء العاشر.
5. 1 2 3 4 5  راغب السرجاني (2014). الموسوعة الميسرة في التاريخ الإسلامي. مؤسسة اقرأ. ص. 221-222. الجزء الأول. ISBN:977-6119-63-8.
6. 1 2 3  "نشأة الخلافة العباسية". موقع قصة الإسلام. مؤرشف من الأصل في 17 ديسمبر 2019. اطلع عليه بتاريخ 14 يوليو 2018. {{استشهاد ويب}}: تحقق من التاريخ في: |تاريخ الوصول= (مساعدة)
7. ↑  سامي بن عبد الله المغلوث. أطلس تاريخ الدولة العباسية. ص. 37. مؤرشف من الأصل في 2018-07-15.
8. ↑  الحافظ الذهبي. سير أعلام النبلاء. ص. 78. الجزء السادس. مؤرشف من الأصل في 2015-05-22.
9. ↑  الدعوة العباسية ودورها في نهاية الدولة الأموية (2/2)، على الصلابي، نُشر بتاريخ 31 مارس 2012، على islamtoday.net نسخة محفوظة 23 يوليو 2018 على موقع واي باك مشين.
10. 1 2  عز الدين أبو الحسن علي ابن الأثير. تاريخ ابن الأثير. بيت الأفكار الدولية. ص. 436. الجزء الخامس.
11. ↑  "أبو العباس السفاح". موقع اكتشف سورية. مؤرشف من الأصل في 15 يوليو 2018. اطلع عليه بتاريخ 14 يوليو 2018. {{استشهاد ويب}}: تحقق من التاريخ في: |تاريخ الوصول= (مساعدة)
12. 1 2 3  الحافظ أبي الفداء إسماعيل بن كثير. البداية والنهاية. دار التقوى. ص. 51-52. الجزء العاشر.
13. 1 2  ابن الساعي البغدادي. مختصر أخبار الخلفاء العباسيين. المطبعة الأميرية. ص. 4.
14. ↑  ابن عساكر. تاريخ دمشق، جـ 57. دار الفكر، الطبعة الأولى، 1997م. ص. 339. مؤرشف من الأصل في 2018-07-23.
15. 1 2 3  الحافظ أبي الفداء إسماعيل بن كثير. البداية والنهاية. دار التقوى. ص. 53:55. الجزء العاشر.
16. ↑  Kennedy, H. (2004). The prophet and the age of the caliphates. 2nd ed.
17. ↑  الحافظ أبي الفداء إسماعيل بن كثير. البداية والنهاية. دار التقوى. ص. 63. الجزء العاشر.
18. ↑  الحافظ أبي الفداء إسماعيل بن كثير. البداية والنهاية. دار التقوى. ص. 64. الجزء العاشر.
19. ↑  الحافظ أبي الفداء إسماعيل بن كثير. البداية والنهاية. دار التقوى. ص. 67. الجزء العاشر.
20. ↑  "الكامل في التاريخ، ذكر مقتل أبي مسلم الخراساني، موقع نداء الإيمان". مؤرشف من الأصل في 2018-10-07. اطلع عليه بتاريخ 2020-05-29.
21. 1 2  عز الدين أبو الحسن علي ابن الأثير. تاريخ ابن الأثير. بيت الأفكار الدولية. ص. 432:434. الجزء الخامس.
22. ↑  أبو جعفر محمد بن جرير الطبري. تاريخ الأمم والملوك الشهير بـ(تاريخ الطبري). بيت الأفكار الدولية. ص. 1488.
23. ↑  شوقي ضيف. تاريخ الأدب العربي (العصر العباسي الأول) (ط. التاسعة). دار المعارف. ص. 32.
24. ↑  "الخليفة العباسي (أب العباس السفاح)". باب.كوم. مؤرشف من الأصل في 16 أكتوبر 2018. اطلع عليه بتاريخ 14 يوليو 2018. {{استشهاد ويب}}: تحقق من التاريخ في: |تاريخ الوصول= (مساعدة)
25. ↑  مجد الدين الفيروزآبادي. القاموس المحيط. دار الحديث. ص. 776. ISBN:977-300-268-3.
26. ↑  جلال الدين السيوطي. تاريخ الخلفاء. مؤرشف من الأصل في 2014-05-23.
27. ↑  حمود بن عبد الله التويجري، جـ 2. إتحاف الجماعة بما جاء في الفتن والملاحم وأشراط الساعة (ط. الثانية، 1414 هـ، دار الصميعي). ص. 312. مؤرشف من الأصل في 2018-07-23.{{استشهاد بكتاب}}:  صيانة الاستشهاد: أسماء عددية: قائمة المؤلفين (link)
28. ↑  عبد العليم عبد العظيم البستوي. الموسوعة في أحاديث المهدي الضعيفة والموضوعة (ط. دار ابن حزم، 1999م). ص. 270. مؤرشف من الأصل في 2019-12-17.
29. ↑  الحافظ أبي الفداء إسماعيل بن كثير. البداية والنهاية. دار التقوى. ص. 59. الجزء العاشر.
30. ↑  الحافظ أبي الفداء إسماعيل بن كثير. البداية والنهاية. دار التقوى. ص. 69. الجزء العاشر.
31. ↑  الحافظ أبي الفداء إسماعيل بن كثير. البداية والنهاية. دار التقوى. ص. 70. الجزء العاشر.
32. ↑  الحافظ أبي الفداء إسماعيل بن كثير. البداية والنهاية. دار التقوى. ص. 71. الجزء العاشر.
33. 1 2  ابن عساكر. تاريخ دمشق، جـ 32. دار الفكر، الطبعة الأولى، 1997م. ص. 290. مؤرشف من الأصل في 2018-07-23.
34. ↑  "نبذة عن حياة الخليفة (أبو العباس السفاح)". بوابة التقدم العلمي. مؤرشف من الأصل في 15 أغسطس 2018. اطلع عليه بتاريخ 14 يوليو 2018. {{استشهاد ويب}}: تحقق من التاريخ في: |تاريخ الوصول= (مساعدة)
35. ↑  مَجْدُ الدين الفيروزآبادي. القاموس المحيط. دار الحديث. ص. 113. ISBN:977-300-268-3.
36. ↑  مَجْدُ الدين الفيروزآبادي. القاموس المحيط. دار الحديث. ص. 158. ISBN:977-300-268-3.

## وصلات خارجية
- أبو العَبَّاس السَّفَّاح - الأعلام، خير الدين الزركلي، 1980.

| أبُو العبَّاس السَّفَّاحبنو العبَّاسولد: 104 هـ / ق. 721 م توفي: 11 ذو الحجَّة 136 هـ / 8 يونيو 754 م |                                                                                    |                                                |
| ألقاب شيعيَّة                                                                                |                                                                                    |                                                |
| سبقه إبراهيم الإمام                                                                        | إمام الدعوة العبَّاسيَّة صفر 131 – 23 ربيع الآخر 132 هـ أكتوبر 748 – 25 يناير 750 م    | تبعه نهاية مرحلة الدعوة تأسيس الخلافة العبَّاسيَّة |
| ألقاب سُنيَّة                                                                                 |                                                                                    |                                                |
| سبقه مُروان بن مُحمد آخر خُلفاء بني أميَّة                                                      | أمِيرُ المُؤمِنين 23 ربيع الآخر 132 – 11 ذو الحجَّة 136 هـ 25 يناير 750 – 10 يونيو 754 م | تبعه أبُو جعفر المنصُور                          |